# Деол, Сурджит Сингх
Сурджит Сингх Деол (англ. Surjeet Singh Deol; 9 августа 1924, Найроби — 8 июня 1984, Джаграон, Пенджаб) — кенийский хоккеист на траве, полузащитник. Участник летних Олимпийских игр 1956 и 1960 годов.

## Биография
Сурджит Сингх Деол родился 9 августа 1924 года в кенийском городе Найроби.
Учился в правительственной индийской школе в Найроби.
Играл в хоккей на траве за «Симба Юнион» из Найроби.
В 1956 году вошёл в состав сборной Кении по хоккею на траве на Олимпийских играх в Мельбурне, занявшей 10-е место. Играл на позиции полузащитника, провёл 3 матча, мячей не забивал. Был капитаном команды.
В 1960 году вошёл в состав сборной Кении по хоккею на траве на Олимпийских играх в Риме, занявшей 7-е место. Играл на позиции полузащитника, провёл 6 матчей, забил 1 мяч в ворота сборной Австралии.
Играл за сборную Кении в 1951—1962 годах.
Умер 8 июня 1984 года в индийском городе Джаграон.

## Семья
Брат — Автар Сингх Деол (1926—1977), кенийский хоккеист на траве. Участник летних Олимпийских игр 1956 года.
Сын — Ранджив Деол (род. 1976), канадский хоккеист на траве. Участник летних Олимпийских игр 2008 года.